# Grigorij Aleksandrovič Margulis
Grigorij Aleksandrovič Margulis (rusko Григо́рий Алекса́ндрович Маргу́лис), ruski matematik, * 24. februar 1946, Moskva Sovjetska zveza (sedaj Rusija).
Margulis je kot šele sedmi znanstvenik prejel tako Fieldsovo medaljo (1978) kot Wolfovo nagrado za matematiko (2005).